# 園田真紀
園田 真紀（そのだ まき、1989年7月18日 - ）は、兵庫県出身の元グラビアアイドル、元タレントである。SPIRITWALKER PRODUCTION所属。

## 出演

### テレビ番組
- ビーバップ!ハイヒール（ABCテレビ制作）
- ジャイケルマクソン（毎日放送制作） - 番組の最後の部分で、エロ詩吟を披露していた[1]。
- 今夜もハッスル（サンテレビ制作） - CMQカットカバーガール
- 新知識階級 クマグス（2010年8月12日、TBS系列）
- おねだりマスカットDX!（2010年10月6日 - 、テレビ大阪配信） - 恵比寿マスカッツ5期生

1. ↑  “"女エロ詩吟"園田真紀「吟じるわよ!」に 陣内智則、ほしのあきも大プッシュ”.   マイナビニュース (2009年7月4日). 2020年1月13日閲覧。